# Recouvrement (typographie)
Pour les articles homonymes, voir Recouvrement.
Le recouvrement est une technique de typographie consistant à imprimer un élément de dimensions légèrement supérieures à ses dimensions réelles, de manière que les petits décalages des couleurs imprimées ne produisent pas de zones blanches. Dans le cas où il n'y a pas de décalage, le recouvrement se traduit par des superpositions de couleur,. 